# Финал Кубка СССР по футболу 1974
Финал Кубка СССР по футболу 1974 состоялся 10 августа 1974 года. Киевское «Динамо» переиграло ворошиловградскую «Зарю» со счётом 3:0 в дополнительное время и стало обладателем Кубка СССР.

## Путь к финалу
| Динамо Киев    | Динамо Киев | Динамо Киев | Этап        | Заря Ворошиловград | Заря Ворошиловград | Заря Ворошиловград |
| -------------- | ----------- | ----------- | ----------- | ------------------ | ------------------ | ------------------ |
| Соперник       | Место       | Счёт        |             | Соперник           | Место              | Счёт               |
|                |             |             | 1/16 финала | Динамо Минск       | В гостях           | 3:1                |
|                |             | Дома        | 1/16 финала | Динамо Минск       | 0:2                |                    |
|                |             |             | 1/8 финала  | Кайрат             | В гостях           | 3:2                |
|                |             | Дома        | 1/8 финала  | Кайрат             | 4:0                |                    |
| Днепр          | В гостях    | 3:2         | 1/4 финала  | Спартак Москва     | В гостях           | 0:0                |
| Днепр          | Дома        | 2:1         | 1/4 финала  | Спартак Москва     | Дома               | 1:0                |
| Динамо Тбилиси | Дома        | 1:0         | 1/2 финала  | Шахтёр Донецк      | Дома               | 2:1                |
| Динамо Тбилиси | В гостях    | 0:0         | 1/2 финала  | Шахтёр Донецк      | В гостях           | 2:3                |

## Ход финального матча
Ворошиловградская «Заря» и киевское «Динамо» в первый раз встречались в рамках финала в истории кубков СССР. До этого они один раз сошлись на какой-либо стадии этого турнира: в 1/8 финала в 1970 году по итогам двух встреч сильнее оказались футболисты «Динамо» (3:0 дома и 0:1 в гостях).
На поле игроки «Динамо» вышли с изображением кубка СССР и датой предстоящего финала, кроме воздействия на противника эта акция напоминала об упущенной победе киевлян на последних минутах в финале Кубка СССР год назад. С самого начала матча стал очевиден «закрытый» вариант действий обеих команд, в котором особое внимание было уделено личной опеке форвардов соперника. Игроки «Зари» навязывали единоборства почти за каждый мяч на любом участке поля.
После перерыва «Динамо» усилило натиск на ворота ворошиловградцев. Стали возникать моменты: дважды опасно бил по воротам Владимир Онищенко. Ближе к концу матча стала сказываться нервозность в действиях «Динамо», и уже у «Зари» стали возникать голевые моменты. Сначала после грубой ошибки игрока киевлян Владимир Мунтян Виктор Стульчин вышел один на один с вратарём «Динамо» Евгением Рудаковым, но тот сумел спасти свою команду. А на 89-й минуте Виктору Кузнецову удаётся пройти оборону киевлян, но оказавшись в 4 метрах перед линией ворот, он промахивается. Основное время заканчивается без голов.
Но уже на 2-й минуте дополнительного времени киевляне повели в матче: на мастерский удар полузащитника «Динамо» Мунтяна поздно среагировал вратарь «Зари» Александр Ткаченко, сумевший лишь коснуться летящий в сетку мяч. Через 10 минут Олег Блохин, забив головой под перекладину после подачи с углового, увеличивает разрыв в счёте. На 118-й минуте гол Онищенко и вовсе доводит его до крупного. Киевское «Динамо» в четвёртый раз в своей истории стало обладателем Кубка СССР по футболу.

## Отчёт о матче
| Динамо Киев                              | 0:0 (доп. вр. 3:0) | Заря Ворошиловград |
| ---------------------------------------- | ------------------ | ------------------ |
| Мунтян 92′ · Блохин 102′ · Онищенко 118′ | Отчёт              |                    |

| ДИНАМО:             |  |                   |  |      |
|                     |  |                   |  |      |
| Вр                  |  | Евгений Рудаков   |  | 119' |
| Зщ                  |  | Леонид Буряк      |  | 91'  |
| Зщ                  |  | Виктор Матвиенко  |  |      |
| Зщ                  |  | Михаил Фоменко    |  |      |
| Зщ                  |  | Стефан Решко      |  |      |
| ПЗ                  |  | Владимир Трошкин  |  |      |
| ПЗ                  |  | Владимир Мунтян   |  |      |
| ПЗ                  |  | Владимир Онищенко |  |      |
| ПЗ                  |  | Виктор Колотов    |  |      |
| ПЗ                  |  | Владимир Веремеев |  |      |
| Нап                 |  | Олег Блохин       |  |      |
| Замены:             |  |                   |  |      |
| Нап                 |  | Анатолий Шепель   |  | 91'  |
| Вр                  |  | Валерий Самохин   |  | 119' |
| Главный тренер:     |  |                   |  |      |
| Валерий Лобановский |  |                   |  |      |

| ЗАРЯ:           |  |                    |  |      |
|                 |  |                    |  |      |
| Вр              |  | Александр Ткаченко |  |      |
| Зщ              |  | Николай Пинчук     |  |      |
| Зщ              |  | Владимир Малыгин   |  |      |
| Зщ              |  | Сергей Кузнецов    |  |      |
| Зщ              |  | Юрий Васенин       |  |      |
| ПЗ              |  | Александр Журавлёв |  |      |
| ПЗ              |  | Виктор Кузнецов    |  |      |
| ПЗ              |  | Владимир Белоусов  |  | 65'  |
| Нап             |  | Юрий Елисеев       |  | 105' |
| ПЗ              |  | Анатолий Куксов    |  |      |
| ПЗ              |  | Виктор Стульчин    |  |      |
| Замены:         |  |                    |  |      |
| Нап             |  | Сергей Андреев     |  | 65'  |
| ПЗ              |  | Анатолий Павлов    |  | 105' |
| Главный тренер: |  |                    |  |      |
| Евгений Пестов  |  |                    |  |      |